# لحام بارد

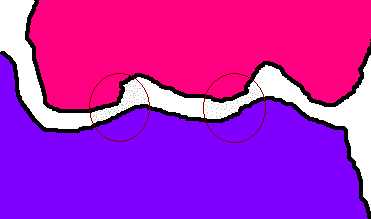
عملية لحام على البارد

اللحام البارد ، أو اللحام بالتماس ، هو عملية لحام صلبة حيث يحدث الوصلة بين العنصرين المراد لحامهما دون إضافة حرارة ودون ذوبان في الواجهة. على عكس اللحام الساخن التقليدي ، لا توجد مرحلة سائلة (منصهرة) في التقاطع. تم التعرف على اللحام البارد كظاهرة عامة في فيزياء المواد في الأربعينيات.
"والسبب في هذا السلوك غير المتوقع هو أنه عندما تكون الذرات المتلامسة كلها من نفس الطبيعة ، فليس لديها طريقة" لمعرفة "أنها موجودة في قطع مختلفة من النحاس.  عندما تكون هناك ذرات أخرى ، في الأكاسيد والدهون وأنواع أخرى من الملوثات السطحية ، فإن الذرات "تعرف" أنها لا تنتمي إلى نفس الجسم ". 
- ريتشارد فاينمان ، دروس الفيزياء فينمان ، 12-2 ، الاحتكاك